# アパラチア炭田
アパラチア炭田（アパラチアたんでん）とは、アメリカ合衆国のアパラチア山脈付近にある炭田の総称である。

## 地理
前述の通りアパラチア山脈付近の高山地帯にある。主にアパラチア地域の12州にある。主な周辺都市としてペンシルベニア州ピッツバーグ、ウェストバージニア州チャールストン、アラバマ州バーミングハム等が挙げられる。

## 歴史
アパラチア地域の炭鉱の開発は、石炭の需要が伸び始めた19世紀中頃から活発になった。多くの移民労働者により中・小規模の炭鉱が活発に開発され、地域の中核産業に成長すると共に、アメリカ経済発展の原動力の一つとなった。1950年代以降は、エネルギー革命の進展により石炭需要が激減するとともに機械力の導入が行われたため、炭鉱労働者が激減、地域の人口動態にも大きな影響を与えた。

## 概要
採掘の多くは坑道掘りだが、一部には大規模な露天掘りも行われている。炭質は一部で褐炭も産出されるが、大部分は質の良い瀝青炭であり、国内の火力発電所などで燃料として用いられている。生産量は1990年代をピークとして減少中。これは資源量の減少に加え、採掘コストの増加と採掘施設の陳腐化も影響しているものと考えられている。